# Steve Johnson (tenisista)
Steve Johnson (ur. 24 grudnia 1989 w Orange) – amerykański tenisista, reprezentant w Pucharze Davisa, brązowy medalista igrzysk olimpijskich z Rio de Janeiro (2016).

## Kariera tenisowa
Zawodowy tenisista w latach 2012–2024.
W grze pojedynczej w zawodach wielkoszlemowych najlepszym wynikiem Johnsona jest awans do czwartej rundy Wimbledonu 2016, w której poniósł porażkę z Rogerem Federerem. Amerykanin jest także czterokrotnym zwycięzcą zawodów ATP Tour z sześciu rozegranych finałów.
W grze podwójnej Johnson wygrał dwa turnieje rangi ATP Tour oraz przegrał sześć finałów.
We wrześniu 2015 roku Johnson zadebiutował w reprezentacji Stanów Zjednoczonych w Pucharze Davisa. Po raz ostatni zagrał w rozgrywkach we wrześniu 2018 roku.
W sierpniu 2016 roku Johnson zdobył wspólnie z Jackiem Sockiem brązowy medal igrzysk olimpijskich w Rio de Janeiro. Mecz o udział w finale przegrali z parą Florin Mergea–Horia Tecău, natomiast pojedynek o medal brązowy wygrali 6:2, 6:4 z Danielem Nestorem i Vaskiem Pospisilem.
W rankingu gry pojedynczej Johnson najwyżej był na 21. miejscu (25 lipca 2016), a w klasyfikacji gry podwójnej na 39. pozycji (23 maja 2016).

### Finały w turniejach ATP Tour
| Legenda                                      |
| -------------------------------------------- |
| Wielki Szlem                                 |
| Igrzyska olimpijskie                         |
| Tennis Masters Cup / ATP Finals              |
| ATP Masters Series / ATP Tour Masters 1000   |
| ATP International Series Gold / ATP Tour 500 |
| ATP International Series / ATP Tour 250      |

#### Gra pojedyncza (4–2)
| Końcowy wynik | Nr | Data                 | Turniej       | Nawierzchnia  | Przeciwnik          | Wynik finału     |
| ------------- | -- | -------------------- | ------------- | ------------- | ------------------- | ---------------- |
| Finalista     | 1. | 25 października 2015 | Wiedeń        | Twarda (hala) | David Ferrer        | 6:4, 4:6, 5:7    |
| Zwycięzca     | 1. | 25 czerwca 2016      | Nothingham    | Trawiasta     | Pablo Cuevas        | 7:6(5), 7:5      |
| Zwycięzca     | 2. | 16 kwietnia 2017     | Houston       | Ceglana       | Thomaz Bellucci     | 6:4, 4:6, 7:6(5) |
| Zwycięzca     | 3. | 15 kwietnia 2018     | Houston       | Ceglana       | Tennys Sandgren     | 7:6(2), 2:6, 6:4 |
| Zwycięzca     | 4. | 22 lipca 2018        | Newport       | Trawiasta     | Ramkumar Ramanathan | 7:5, 3:6, 6:2    |
| Finalista     | 2. | 25 sierpnia 2018     | Winston-Salem | Twarda        | Daniił Miedwiediew  | 4:6, 4:6         |

#### Gra podwójna (2–6)
| Końcowy wynik | Nr | Data             | Turniej    | Nawierzchnia  | Partner          | Przeciwnicy                           | Wynik finału      |
| ------------- | -- | ---------------- | ---------- | ------------- | ---------------- | ------------------------------------- | ----------------- |
| Finalista     | 1. | 27 lipca 2014    | Atlanta    | Twarda        | Sam Querrey      | Vasek Pospisil Jack Sock              | 3:6, 7:5, 5–10    |
| Finalista     | 2. | 16 lutego 2016   | Memphis    | Twarda (hala) | Sam Querrey      | Mariusz Fyrstenberg Santiago González | 4:6, 4:6          |
| Zwycięzca     | 1. | 21 maja 2016     | Genewa     | Ceglana       | Sam Querrey      | Raven Klaasen Rajeev Ram              | 6:4, 6:1          |
| Finalista     | 3. | 19 lutego 2017   | Memphis    | Twarda (hala) | Ryan Harrison    | Brian Baker Nikola Mektić             | 3:6, 4:6          |
| Finalista     | 4. | 16 lutego 2020   | Nowy Jork  | Twarda (hala) | Reilly Opelka    | Dominic Inglot Aisam-ul-Haq Qureshi   | 6:7(5), 6:7(6)    |
| Finalista     | 5. | 1 sierpnia 2021  | Atlanta    | Twarda        | Jordan Thompson  | Reilly Opelka Jannik Sinner           | 4:6, 7:6(3), 3–10 |
| Finalista     | 6. | 22 sierpnia 2021 | Cincinnati | Twarda        | Austin Krajicek  | Marcel Granollers Horacio Zeballos    | 6:7(5), 6:7(5)    |
| Zwycięzca     | 2. | 17 lipca 2022    | Newport    | Trawiasta     | William Blumberg | Raven Klaasen Marcelo Melo            | 6:4, 7:5          |